# Гросулов, Иван Алексеевич
Иван Алексеевич Гросулов — советский военный, государственный и политический деятель, генерал-лейтенант.

## Биография
Родился в 1906 году в деревне Булюмка. Член ВКП(б).
С 1928 года — на военной службе, общественной и политической работе. В 1928—1955 гг. — на политической работе в частях Красной Армии, комбриг, заместитель командира 35-й стрелковой дивизии по политической части, начальник политотдела 2-й Краснознамённой армии, член Военного Совета Северной группы войск, член Военного Совета Воронежского военного округа.
Избирался депутатом Верховного Совета РСФСР 4-го созыва.
Умер в 1955 году в Воронеже. Похоронен на Коминтерновском кладбище.